# Marge Simpson in: “Screaming Yellow Honkers”
«Marge Simpson in: „Screaming Yellow Honkers“» (рус. Мардж Симпсон в «Воплях сирени») — пятнадцатый эпизод десятого сезона мультсериала «Симпсоны». Впервые вышел в эфир 21 февраля 1999 года.

## Сюжет
Симпсоны посещают конкурс талантов учителей Спрингфилдской начальной школы. Вначале все учителя танцуют танец в костюмах танцоров из Лас-Вегаса, дальше идут сольные номера: Садовник Вилли пытается рассмешить зрителей своими шутками, но зрители смеются, только когда он вспоминает о том, что убирается за их детьми; учительница Барта Эдна Крабаппл исполняет красивый эротический танец «Fever», неоднозначно принятый зрителями; а директор Скиннер и инспектор Чалмерс разыгрывают сцену на бейсболе, но Скиннер портит её своими глупыми репликами. В конце концов, во время антракта, зрители уходят. Но Мардж, привыкшая пропускать остальные машины вперёд себя, надолго застревает в пробке. Тогда Гомер решает купить себе внедорожник. Он покупает Каньенеро модели «F», то есть для женщин. Поэтому Гомер решает отдать внедорожник Мардж. Поначалу она относится к новинке без особого энтузиазма, но вскоре Мардж начинает проводить всё своё время рядом с машиной, игнорируя всех остальных. К тому же управление внедорожником делает её агрессивной, она всё время норовит обогнать другие машины, пока не сталкивается с шефом Виггамом, который прописывает ей посещать курсы для провинившихся водителей. Видео о «дорожном раже» поражает многих и перевоспитавшиеся нарушители сами начинают пропускать всех вперёд. Из-за этого получается большая пробка, ведь никто не хочет показаться невежественным. Это злит Мардж и она, резко выехав со стоянки, врезается в тюрьму и оттуда сбегают все преступники. За это Виггам лишает её водительских прав.
Вскоре после этого Гомер вместе с детьми едет в зоопарк, а обиженная Мардж остаётся дома. В зоопарке происходит катастрофа: выстрелив по лемуру рогаткой, Гомер создает цепную реакцию, в результате которой из зоопарка сбегает стадо носорогов и атакует посетителей зоопарка. Шеф Виггам предлагает Мардж с помощью своего внедорожника разогнать носорогов, и она соглашается, ради Гомера и детей, которых носороги загнали на крышу автомобиля. Она успевает освободить детей, но Гомер, случайно зацепившись ремнём за рог носорога, остаётся с безумным животным. Носорог заносит Гомера в карьер и там Мардж удаётся спасти Гомера, перевернув внедорожник так, чтобы он загорелся и носорог начал инстинктивно его тушить. Спася Гомера от носорога, Мардж объясняет свой поступок тем, что видела подобное по CBS. Все начинают хвалить телеканал, но позже Гомер смотрит CBS и объявляет зрителям, что «CBS — дерьмо, смотрите только Fox!»